# Elizabeth McGovern
Elizabeth Lee McGovern (ur. 18 lipca 1961 w Evanston) − amerykańska aktorka filmowa i telewizyjna, nominowana do Oscara za rolę drugoplanową w filmie Ragtime. 

## Życiorys

### Wczesne lata
Urodziła się w Evanston w stanie Illinois jako córka pedagogów, Katharine Woolcot (z domu Watts), nauczycielki szkoły średniej, i Williama Montgomery’ego McGoverna Juniora, profesora prawa Northwestern University. Wraz z rodziną przeniosła się do Los Angeles, gdy jej ojciec przyjął posadę na Uniwersytecie Kalifornijskim. Wychowywała się zw starszą siostrą, pisarką Katharine „Cammie” McGovern i bratem Williamem. Uczyła się w North Hollywood High School i The Oakwood School, gdzie została odkryta przez agentkę Joan Scott podczas występu w szkolnym przedstawieniu Thorntona Wildera O mały włos (The Skin of Our Teeth). Studiowała w American Conservatory Theatre w San Francisco. W latach 1979–1981 uczyła się aktorstwa w Juilliard School of Dramatic Art w Nowym Jorku.  

### Kariera
W 1980, podczas studiów w Juilliard, McGovern otrzymała rolę w swoim pierwszym filmie dramacie psychologicznym Roberta Redforda Zwyczajni ludzie, w którym grała dziewczynę niespokojnego nastolatka Conrada Jarretta (Timothy Hutton). Zaczęła występować w sztukach, najpierw w Off-Broadway, a później w znanych teatrach. W 1981 Miloš Forman zaangażował ją do roli Evelyn Nesbit w dramacie Ragtime, która przyniosła jej sukces oraz nominacje do Oscara dla najlepszej aktorki drugoplanowej i Złotego Globu. W 1982 była nominowana do nagrody Theatre World za występ w spektaklu Moja siostra w tym domu. W telewizyjnej serii Faerie Tale Theatre - pt. Królewna Śnieżka (1984) grała tytułową postać. Wystąpiła jako obiekt zainteresowania Davida „Noodlesa” Aaronsona (Robert De Niro) w dramacie kryminalnym Sergio Leone Dawno temu w Ameryce (1984). 
W 1989 zadebiutowała na Broadwayu jako Melissa Gardner w musicalu A.R. Gurneya List miłosny. W dramacie Volkera Schlöndorffa Opowieść podręcznej (1990) u boku Natashy Richardson i Roberta Duvalla wystąpiła w roli buntowniczej lesbijski. W 1992 była Ofelią w broadwayowskim Hamlecie ze Stephenem Langiem w roli Hamleta. W komedii romantycznej Przysługa (The Favor, 1994) zagrała postać Emily Embry, która zdradza swojego chłopaka (Brad Pitt).

## Życie prywatne
Od maja 1983 do maja 1984 była związana z Seanem Pennem. W latach 1989–1990 była w nieformalnym związku z Robem Reinerem. 12 grudnia 1992 poślubiła producenta telewzyjnego Simona Curtisa, z którym ma dwie córki. Para przeniosła się na stałe do Wielkiej Brytanii, gdzie McGovern gra głównie w produkcjach telewizyjnych, m.in. jako Cora Crawley w serialu Downton Abbey) i w teatrze.

## Filmografia

### Filmy
- 1980: Zwyczajni ludzie jako Jeannine Pratt
- 1981: Ragtime jako Evelyn Nesbit
- 1984: Dawno temu w Ameryce jako Deborah
- 1984: Wyścig z księżycem jako Caddie Winger
- 1987: Widok z sypialni jako Denise
- 1988: Ona będzie miała dziecko jako Kristen „Kristy” Briggs
- 1989: Johnny Przystojniak jako Donna McCarty
- 1990: Szok dla systemu jako Stella Anderson
- 1990: Opowieść podręcznej jako Moira
- 1990: Ciotka Julia i skryba jako Elena Quince
- 1993: Król wzgórza jako Lydia
- 1997: Miłość i śmierć w Wenecji jako Susan „Susie” Stringham
- 2000: Świat zabawy jako Carry Fisher
- 2001: Buffalo Soldiers jako Pani Berman
- 2010: Starcie tytanów jako Marmara
- 2010: Kick-Ass jako Pani Lizewski
- 2015: Złota dama jako sędzina Florence Cooper
- 2018: Pasażer jako Karen McCauley

### Seriale TV
- 1996: Opowieści z krypty jako Laura Kendall
- 2006: Three Moons Over Milford jako Laura Davis
- 2007: Prawo i porządek: sekcja specjalna jako dr Faith Sutton
- 2008: Poirot jako Dame Celia Westholme
- 2010–2015: Downton Abbey jako Cora, hrabina Grantham